# Aya Shimozaki
Aya Shimozaki (jap. 下崎 彩, Shimozaki Aya; * 11. Februar 1988) ist eine japanische Badmintonspielerin. 

## Karriere
Aya Shimozaki siegte bei den Singapur International 2011 gemeinsam mit ihrer Teamkollegin Emi Moue im Damendoppel. Im gleichen Jahr erkämpften sie sich auch Rang drei bei den Polish International 2011 und den Indonesia International 2011. Auch bei den Osaka International 2012 belegten beide gemeinsam Rang drei, während sie den Smiling Fish 2012 für sich entscheiden konnten.
Sie spielt für das Team der Bank Hokuto Ginkō.